# Popoli del ciclo di Belgariad
Il mondo del ciclo dei Belgariad creato da David Eddings è popolato da varie razze umane e non. La maggior parte delle razze che s'incontrano nella storia sono composte da umani di vari gruppi etnici. Le specie non umane classificate come "mostri" sono composte da esseri più o meno senzienti a seconda dell'intelligenza. Non vi sono elfi, nani o altre creature tipiche dei racconti fantasy, tuttavia vengono descritte dei particolari tipi di draghi e troll.

## Umani

### Alorn
Gli Alorn sono il popolo del dio orso Belar, ed occupano la parte nord-occidentale del continente Occidentale. Un tempo le varie etnie Alorn appartenevano ad un unico paese Aloria, ma furono separate in Stati indipendenti per meglio proteggere il Globo di Aldur. Seppur divisi gli Alorn mantengono tra loro forti legami militari ed economici. Sono in generale un popolo sanguigno e tenace.
- Gli Algariani sono il popolo che risiede in Algaria. Al tempo della divisione di Aloria, Algar Pié Veloce e i suoi seguaci si stabilirono nelle vaste praterie lungo il Fiume Aldur. Gli Algar sono una popolazione nomade dedita all'allevamento di cavalli, per i quali sono famosi. Sono alti, di pelle chiara e generalmente franchi, onesti nel commercio e solidi nelle amicizie e nelle alleanze. Abitano per lo più nei grandi carri con cui seguono gli spostamenti delle mandrie. Ognuna di queste città mobili rappresenta un intero clan, che conta un migliaio di uomini armati a cavallo, con le loro famiglie. Viste le loro abilità compongono la cavalleria leggera dell'esercito Alorn.
- I Cherek abitano la zona nordica del Cherek. Quando l'ultimo Re di Aloria Cherek Spalla d'Orso divise il suo regno con i propri figli tenne per sé la penisola montuosa che prese il suo nome. I Cherek sono un popolo di navigatori, dominano il commercio marittimo e la pirateria in tutto l'Ovest e formano la flotta degli Alorn che ha il compito primario di pattugliare il Mare dei Venti. Sono inoltre cacciatori, minatori e temuti guerrieri, perfetti come unità d'assalto. I Cherek sono rumorosi, sbruffoni, rozzi, beoni con poco rispetto per la proprietà e poca pazienza per le sottigliezze; sono più alti e biondi dei loro fratelli drasnian e algar. La loro struttura sociale è clanica, ma tutti i clan sono fedeli al trono di Val Alorn.
- I Drasniani abitano la Drasnia, ovvere le brughiere del nord reclamate da Dras Collo di Toro. Agguerriti e sanguigni come tutti gli Alorns (i loro picchieri sono considerati la migliore fanteria dell'Ovest) hanno però una grande predisposizione per il commercio e lo spionaggio. Forse a causa dei lunghi inverni che li costringono al chiuso i Drasniani hanno un grande amore per i giochi di astuzia e potere, che li ha portati a creare con il tempo la più grande rete di spionaggio del mondo. Spiare è praticamente lo sport nazionale.
- I Rivani sono gli abitanti dell'Isola dei Venti. Essa era un possedimento quasi insignificante per gli Alorn prima della divisione di Aloria, ma ne divenne il centro quando Riva Stretta di Ferro, Guardiano del Globo di Aldur, la scelse come suo dominio. I Rivani, esteriormente possono apparire monotoni e grigi come la loro città, vengono chiamati Manti Grigi, dal loro costume nazionale. Sono sobri, quasi arcigni, di poche parole al punto da rasentare la rudezza. Hanno una spiccato interesse per l'arte e in particolare per la musica. La loro forza militare è concentrata sulla difesa della città-fortezza di Riva ma in campo aperto sono soprattutto fanti.

### Arend
Gli Arend sono il popolo del dio-toro Chaldan. Hanno una società feudale, in cui i cavalieri e i nobili riflettono gli ideali cavallereschi del Trecento, mentre i popolani vengono tutti identificati come "servi" e trattati come schiavi dai loro padroni, con diritto di vita o di morte su di loro. I clan Arend un tempo erano tre: Asturiani, Mimbrate, e Waciti. I tre clan si sono fatti la guerra da sempre, e circa due millenni prima delle vicende del Belgariad i Waciti vennero sterminati. Gli Asturiani sono famosi per essere degli ottimi arcieri, i Mimbrate invece ottimi cavalieri. In generale, gli Arends sono forti ed atletici, e i loro servi sono tutti magri e denutriti.

### Marag
I Marag popolavano il Maragor, ed erano il popolo di lord Mara. Mara era conosciuto come il più secolare degli dei e, in quanto tale, pretendeva da loro ogni tipo di sacrifici, anche umani. I Marag avevano concetti di proprietà e di ricchezza molto diversi da quelli delle altre razze, e la loro era una società matriarcale. In seguito alla scoperta che il Maragor era ricchissimo d'oro, i Tolnedrani pur di averlo ne sterminarono l'intero popolo: solo alcuni si salvarono, venendo venduti come schiavi agli Angarak. Da allora il Maragor è una terra infestata dagli spiriti dei morti, che logorano fino alla pazzia chiunque vi si addentri, dietro la volontà di lord Mara.
La razza è stata riportata in vita da Taiba, discendente degli schiavi venduti agli Angarak, e ritrovata durante il viaggio a Rak Cthol per recuperare l'Occhio di Aldur, a da Relg l'Ulgo.

### Tolnedrani
I Tolnedrani sono il popolo di Nedra. Il loro paese è un impero: sono famosi per la loro fissazione per la burocrazia, la politica e il denaro. I capiclan spesso si eliminano fra di loro in congiure di palazzo e attentati. Il loro esercito è diviso in legioni, composte principalmente da fanti, famosi in tutto il mondo per la loro forza, anche se gli ufficiali formano dei piccoli reparti di cavalleria. I clan tolnedrani più importanti sono i Borune, gli Honeths e gli Horbites.

### Nyissani
I Nyissani sono il popolo di Issa, il dio serpente. Vengono governati da una regina, l'eterna Salmissra, che viene eletta fra le giovani del regno che più somigliano alla precedente, in onore dell'antica sposa di Issa. Il loro territorio è paludoso, umido, inospitale, ricco di piante, funghi ed erbe dai vari effetti. I Nyissani sono famosi per il loro uso di droghe e veleni, e per i loro sicari. Essi combattono solo raramente, perché tendono a rimanere neutrali alle vicende esterne e il territorio di Issa è così inospitale che i pochi eserciti che hanno tentato di invaderlo morirono di epidemie e avvelenamento. I Nyissani vengono odiati dagli Alorn perché un loro gruppo di sicari sterminó la stirpe del Re Rivano, migliaia di anni prima delle vicende del Belgariad.

### Maghi
I maghi, i primi al mondo, erano i seguaci di Aldur. Essi erano uomini di altri popoli che erano stati attratti dal dio nella sua valle e vivevano lì, ciascuno nella sua torre. In totale erano otto: Poledra, Belgarath, Belkira, Beltira, Belzedar, Beldin, Belsambar e Belmakor. Poledra era l'unica donna. Quando si svolgono le vicende del Belgariad, Belmakor, Poledra e Belsambar sono morti, ma al gruppo si è aggiunta Polgara, figlia di Belgarath e Poledra: Belzedar ha rinnegato il suo padrone ed è un servo di Torak, con il suo nome originale, Zedar. 
Ai tempi del Belgariad la magia verrà insegnata anche ai Grolim, una delle tribú degli Angarak, e ai discepoli di Torak: Zedar, Ctuchik e Urvon.

### Angarak
Gli Angarak sono il popolo di Torak, il Dio Drago. Un tempo erano uniti sotto il loro dio, ma da quando egli fu colpito da Chtrag Yaska il loro impero, Mallorea, si divise fra le varie tribú e i vari discepoli di Torak. Sono divisi in cinque tribú:
- i Murgo, i più numerosi, dai colori scuri e spesso magri. Il loro re ai tempi del Belgariad, Taur Urgas, è pazzo, come tutta la sua dinastia. Combattono in reggimenti di cavalleria armati di sciabole e armature leggere. La loro terra è detta Chtol Murgos
- i Grolim, i sacerdoti di Torak, richiedono regolari sacrifici umani in ogni regno Angarak: molti di loro conoscono la magia. Assomigliano molto ai Murgos, e sono diffusi in tutti i regni.
- i Nadrak vivono in una terra chiamata Gar og Nadrak. Il loro re, Drosta lek Thun, è famoso per essere un depravato e un vigliacco. Sono una specie di controparte dei Drasniani: mercanti e spie, commerciano ogni cosa, anche e soprattutto vite umane. Il loro regno è un satellite dell'impero di Mallorea.
- i Thulls sono i servi degli altri popoli. Sono grossi, forti e molto stupidi, similmente agli Arend. Passano la vita a guadagnare il sufficiente a comprarsi uno schiavo, per mandarlo al proprio posto nel caso venissero estratti come sacrifici umani.
- i Malloreani costituiscono l'impero di Mallorea, molto più esteso degli altri territori Angarak in quanto comprende anche popolazioni non sottomesse a Torak: uno dei tre gruppi di Senzadio infatti, nel mondo preistorico, si trasferì vicino ai regni Angarak del tempo. I popoli che sottostanno al regno di Mallorea sono i Karand, divisi in sette regni, i Melcene, divisi in città-stato, e i Dals, la cui popolazione è quasi tutta concentrata a Kell.

### Senzadio
Ai tempi della creazione del mondo, i Senzadio erano l'unico popolo senza la protezione di una divinità, e pertanto destinati alla sofferenza. In seguito, le loro tribú si divisero: alcuni migrarono (fino a stabilirsi vicino al Maragor) e, grazie all'aiuto del pio Gorim (uno di loro), vennero adottati insieme ai Mostri (i rifiuti della creazione) dal padre degli Dei, UL, assumendo quindi il nome di Ulgos. Un altro più sostanzioso gruppo si mosse nelle vicinanze dell'impero Angarak, formando i sette regni di Karanda (dediti all'adorazione dei demoni) e l'impero Melcene. I Dals, anche se non hanno un Dio vero e proprio, non appartennero mai alle tribú dei Senzadio: loro infatti sono il popolo dei Profeti, e adorano l'Universo (i libri sono ambigui: l'universo viene indicato come la madre di tutti gli Dei, mentre UL ne sarebbe stato il padre, ma al contrario di lui, sembra non avere una propria coscienza).
Secondo alcune teorie anche Garath (il futuro grande maestro mago Belgarath) apparteneva ad una delle tribù di Senzadio ma su questo non c'è certezza : alcuni indizi farebbero propendere per questa tesi (come l'impossibilità di ricondurre Garath ad una razza precisa) ma sarà Belgarath stesso a gettare un'ombra di dubbio su questa tesi affermando di ricordare un tempio (e quindi l'adorazione di un dio) nel villaggio della sua vecchia tribù.
- gli Ulgos
- i Morindim
- i Karand
- i Melcene
- i Dals

## I Mostri
- gli Algroth
- i Palustrini
- i Troll
- gli Eldrakyn